# 英國奧林匹克協會
英國奧林匹克協會（British Olympic Association）是英國的國家奧林匹克委員會。該組織成立於1905年，是國際奧林匹克委員會和歐洲奧林匹克委員會成員。1896年，首次派員參加在希臘雅典舉辦的首屆現代奧運會。
現時，英國奧林匹克協會的總部設在倫敦，主席是安妮长公主。

## 外部連結
- 英國奧林匹克協會 （页面存档备份，存于）（英文）